# Ольєте
Ольєте (ісп. Oliete) — муніципалітет в Іспанії, у складі автономної спільноти Арагон, у провінції Теруель. Населення — 479 осіб (2010).
Муніципалітет розташований на відстані близько 260 км на схід від Мадрида, 80 км на північний схід від міста Теруель.

## Демографія
Динаміка населення (INE ):